# Колодец Иакова
Колодец Иакова (греч. Φρέαρ τοῦ ᾿Ιακώβ, араб. بئر يعقوب‎) — высеченный в скале колодец в Наблусе, Палестинская автономия, глубиной 22,5 м.
В религиозной традиции колодец ассоциируется с Иаковом более двух тысячелетий. Он расположен недалеко от археологических раскопок Тель-Балата (предположительно, библейского Сихема) к востоку от горы Гризим.
В Евангелии от Иоанна описывается встреча Иисуса с Фотиной Самарянкой возле этого колодца.
Впоследствии у колодца была построена христианская церковь, несколько раз разрушавшаяся и восстанавливаемая. В настоящее время колодец Иакова находится в крипте, расположенной под алтарём большого монастырского храма, посвящённого Фотинии Самарянке. Монастырь Колодца Иакова принадлежит Иерусалимскому Патриархату.
Сам колодец почитается не только христианами, но и иудеями, самаритянами и мусульманами. На религиозной почве здесь в 1979 году был жестоко убит душевнобольным иудеем-фанатиком игумен Филумен. Тем же убийцей в 1982 году в этом монастыре была тяжело ранена монахиня.